# Clare Muir
Pour les articles homonymes, voir Muir.
Pas d'image ? Cliquez ici

a Compétitions nationales et continentales officielles uniquement.

b Matchs officiels uniquement.
Clare Muir, née le 29 septembre 1975, est une joueuse internationale écossaise de rugby à XV occupant les postes de deuxième ligne ou de troisième ligne aile.

## Biographie
Clare Muir joue en club pour le Richmond FC (en).
En janvier 1996, elle fait ses débuts internationaux avec l'équipe d'Écosse contre l'équipe d'Irlande.
Elle compte 47 sélections au 15 août 2006, elle fait partie de l'équipe qui se rend à Edmonton au Canada pour disputer la Coupe du monde 2006.
Son frère est joueur professionnel de golf.

## Palmarès
(Au 15.08.2006)
- 47 sélections avec l'équipe d'Écosse.
- Participation à la Coupe du monde 2006.
- Participations au Tournoi des Six Nations.